# Bézenac
Bézenac foi uma comuna francesa na região administrativa da Nova Aquitânia, no departamento Dordonha. Estendia-se por uma área de 4,18 km². Em 2010 a comuna tinha 132 habitantes (densidade: 31,6 hab./km²).
Em 1 de janeiro de 2017, passou a formar parte da nova comuna de Castels et Bézenac.